# Rodney Hampton
Rodney Hampton (Houston, 3 de abril de 1969) é um ex-jogador profissional de futebol americano estadunidense que foi campeão da temporada de 1990 da National Football League jogando pelo New York Giants.